# 큐브 스테이크

부위

큐브 스테이크(Cube steak)는 쇠고기 조각으로, 일반적으로 윗부분이 둥글거나 윗부분 등심을 고기 연화제로 두드려서 부드럽고 납작하게 만든다. 이름은 해당 프로세스("큐빙")에서 남겨진 자국의 모양을 나타낸다. 이것은 미국 요리의 닭고기 튀김 스테이크에 사용되는 가장 일반적인 고기 부위이다.

## 미뉴트 스테이크
아일랜드, 캐나다, 영국, 호주, 미국 일부 지역에서는 큐브 스테이크를 빨리 익힐 수 있기 때문에 미뉴트 스테이크(minute steak)라고 부른다.
미뉴트 스테이크는 다음과 같이 구별될 수도 있다.
- 단순히 절단을 언급하며 반드시 연화될 필요는 없다.
- 큐브 스테이크보다 얇다. (따라서 연화할 필요가 없음)
- 등심 또는 원형으로 자르고, 큐브 스테이크는 목살 또는 원형으로 잘라낸다.

## 같이 보기
- 스위스 스테이크